# Gröningstjärnen
Gröningstjärnen är en sjö i Bräcke kommun i Jämtland och ingår i Ljungans huvudavrinningsområde. Sjön är 4,2 meter djup, har en yta på 0,0396 kvadratkilometer och är belägen 347,7 meter över havet.

## Delavrinningsområde
Gröningstjärnen ingår i det delavrinningsområde (696951-151695) som SMHI kallar för Inloppet i Mjösjön. Medelhöjden är 362 meter över havet och ytan är 11,26 kvadratkilometer. Det finns inga avrinningsområden uppströms utan avrinningsområdet är högsta punkten. Mjöån som avvattnar avrinningsområdet har biflödesordning 4, vilket innebär att vattnet flödar genom totalt 4 vattendrag innan det når havet efter 134 kilometer. Avrinningsområdet består mestadels av skog (84 procent). Avrinningsområdet har 0,37 kvadratkilometer vattenytor vilket ger det en sjöprocent på 3,3 procent.